# Михаил Бигорски
Михаил Бигорски е български духовник от втората половина на ΧΙΧ век, игумен на Бигорския манастир „Свети Йоан Предтеча“.

## Биография
Михаил е роден в мияшката паланка Галичник. Става игумен на манастира в 1870 година. Михаил полага усилия да извади манастира от икономическата криза, опитвайки се да изплати дълговете му с помощи от вярващите в съседните земи. В 1871 година вика зограф Васил Гиновски, за да изпише западната фасада на црквата. По времето на неговото игуменуване монах Неофит от Вевчани обновява чешмата на манастира, както и чешмата в метоха.
На Великден 1880 година влиза в конфликт с владиката Антим Дебърски и Велешки, тъй като отстоява четенето на български език в църквата.